# Great Wigborough
Great Wigborough is een dorp in het bestuurlijke gebied Colchester in het Engelse graafschap Essex. Het maakt deel van de civil parish Great and Little Wigborough. Het dorp heeft een kerk.